# История Архангельска
Архангельск относится к числу исторических городов России.

## Основание
Поздненеолитическая археологическая стоянка «Кузнечиха», расположенная на правом берегу протоки Кузнечиха между реками Банной и Юрасом, датируется 1800—1200 годами до н. э.
Михаило-Архангельский монастырь на мысе Пур-Наволок впервые упоминается в летописи в 1419 году, когда он был опустошён норвежцами (мурманами). Возможно, что в основании монастыря принимали участие новгородские наместники в Заволочье. Около обители располагались поморские селения Низовской волости Двинского уезда: Лисостров, Княжостров, Уйма, Лявля и другие. Название мыса, на котором располагался монастырь, представляет собой полукальку, где -наволок — древнерусский и севернорусский географический термин со значением «мыс, полуостров», «заливной луг», а Пур- — нередкая в топонимии Русского Севера основа, вероятно, связанная с саамским purrn(a), прибалтийско-финским purn(u) «яма-хранилище для мяса, рыбы или других продуктов».

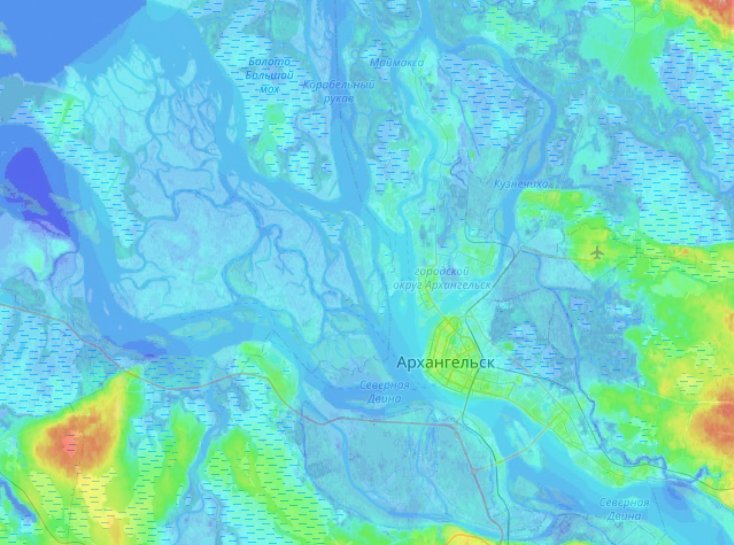
Мыс Пур-Наволок (зелёным, в центре) на карте высот - выгодное возвышение на судоходном фарватере (синим) из Белого моря среди подтопляемых и болотистых низменностей (голубым) дельты реки

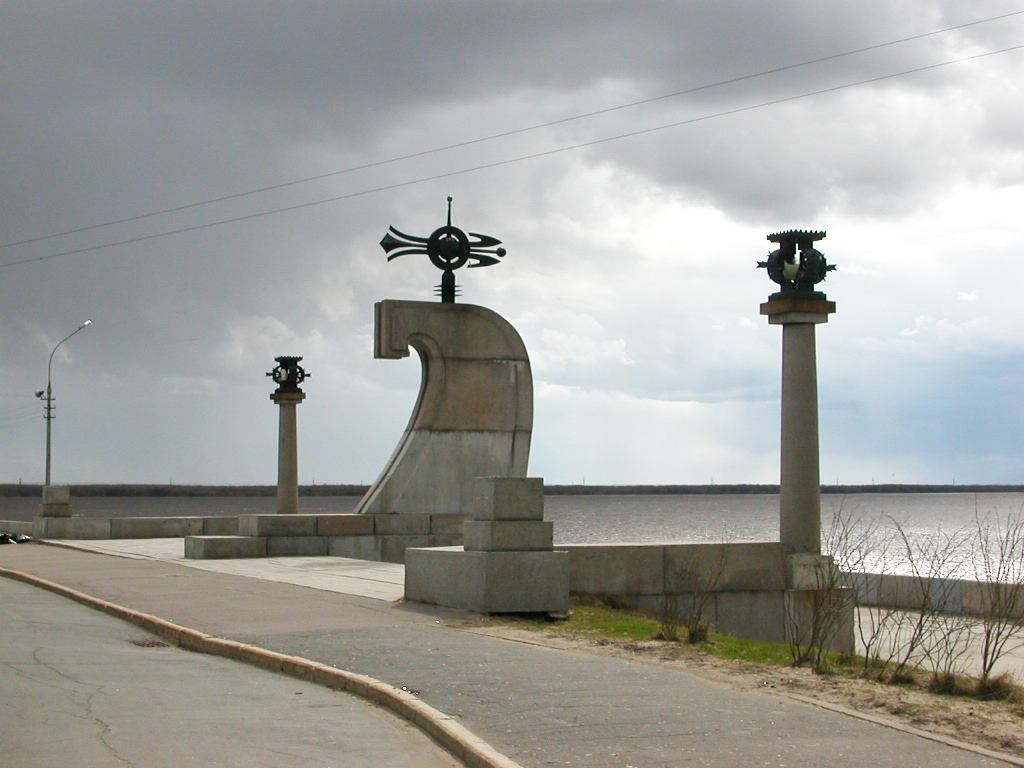
Стела на мысе Пур-Наволок, отмечающая место основания города

В 1553 году английский мореплаватель Ричард Ченслор приплыл по Белому морю к селу Нёнокса на Летнем берегу, а затем к Николо-Корельскому монастырю на острове Ягры (ныне территория Северодвинска), откуда его доставили в Холмогоры. С этого времени в устье Северной Двины начинает развиваться беломорская торговля с англичанами и голландцами. Центром торговли, ещё до прибытия англичанина, было село Холмогоры, но из-за мелководья Северной Двины для морских судов, оно стало терять своё значение для международной торговли. Вскоре после этого вокруг Михаило-Архангельского монастыря были сооружены многочисленные иностранные фактории, склады, амбары и избы купцов из Холмогор, Вологды и Москвы, приезжавших сюда на сезон навигации. Образовавшееся поселение получило название Новые Холмогоры и на полтора века стало единственным морским портом России. В связи с угрозой нападения Швеции Иван IV Грозный принимает решение об экстренных мерах по обороне Поморья. 4 (14) марта 1583 года он подписывает указ, предписывавший московским воеводам Петру Афанасьевичу Нащокину и Алексею Никифоровичу Залешанину-Волохову в кратчайший срок построить на мысе Пур-Наволок крепость: «…город делать на том месте и по той мере, по росписи и чертежу, какову есть роспись и чертеж к вам прислали, наспех, теми посошными людьми, которую посоху к тому городовому делу есмя указали…».

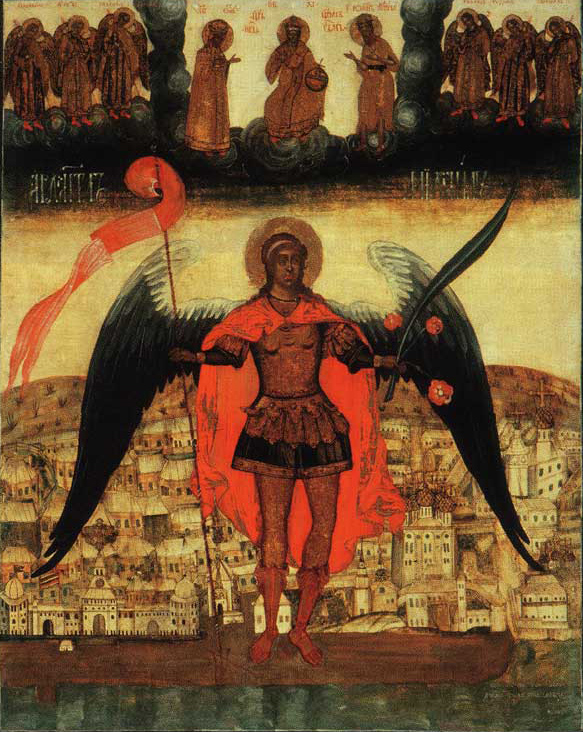
«Архангел Михаил с видом города Архангельска». Икона 1741 г.

В 1584 году, который считается годом основания города, воеводы спешно, «одним годом …поставили город круг Архангельского монастыря»: острог с двойными рублеными стенами, башнями и воротами на север, запад и юг, окружённый рвом с тыном в нём и надолбами перед ним. Напротив Архангельского кремля на двинском берегу выстроили корабельную пристань, укрепив берег бревенчатым обрубом. Помимо резиденции воеводы и Михайло-Архангельского монастыря, в крепости находились холмогорские и московские стрельцы. Под её стены были переведены на пристань торговые фактории англичан и голландцев . В 1587 году сюда же были принудительно переселены 130 семей «из Двинских посадов и волостей», образовавших Новохолмогорский посад. Название Новохолмогоры не прижилось. Новый город-крепость по обороняемому им монастырю стали называть Архангельским городом, а потом сокращённо Архангельском.
С конца 80-х XVI века Архангельск стал центром русской внешней торговли, приносившим до 60 % доходов государственной казны. 26 марта (5 апреля) 1596 года новый город на Северной Двине впервые был назван Архангельским городом (по находившемуся в нём монастырю).
В XVII веке Архангельск вступил в эпоху своего расцвета благодаря развитию торговли с Англией и другими странами Западной Европы. Эти торговые связи осуществлялись тогда путём захода морских судов в Белое море.

## 1613—1725
С 1 (11) августа 1613 года новое название было утверждено в связи с официальным решением об административной самостоятельности города Архангельска от Холмогор.
Рост торговли сопровождался развитием города. В 20-х годах XVII века в Архангельске сформировалась иностранная колония.
Плотная деревянная застройка была причиной множества пожаров. После пожаров город быстро отстраивался заново. Фрагмент из описания восстановленного города: «В 1637 году случился пожар, монастырь перенесён выше по реке, в Нячеры, и очистили таким образом место для быстро возникавшего города; говорят, будто план гостиного двора был сделан самим Царем Алексеем Михайловичем». Михаило-Архангельский монастырь был перемещён на южную периферию городской застройки.
Активная деятельность международного торгового порта способствовала во второй половине XVII века изменению традиционной структуры того древнерусского города, каким Архангельск был в течение первого столетия своего существования. Его центром стал порт. Прежний центр — деревянный острог потерял часть своих административных функций, так как приказная изба была переведена из него в «каменный город». Иностранная слобода потеснила русский посад. В городе появились здания лютеранской и реформатской церквей.

В 1667 году был введён новый торговый устав, по которому иностранцам запрещалось заходить в другие порты, кроме Архангельска.

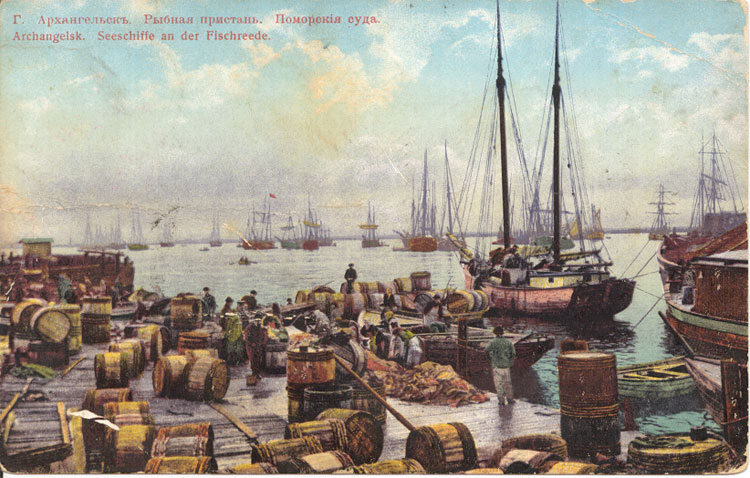
Гавань

В 1667 году случился сильный пожар, от которого город так пострадал, что его пришлось отстраивать заново. В застройке преобладали деревянные здания. К наиболее заметным строениям того времени относились: восстановленный Михайло-Архангельский монастырь — первооснова города, где хранилась древняя Владимирская икона Божией Матери (поступила от преосвященного Игнатия, епископа Воронежского), дома воеводы и коменданта, приказные палаты, жилые усадьбы, посадские церкви. В 1684 году был построен обширный каменный Гостиный двор, значительная часть которого хорошо сохранилась до настоящего времени. Здание Гостиного двора, помимо торгового, имело важное оборонное значение ввиду назревавшей войны со Швецией. Плоские верхи угловых и центральной башен являлись площадками для пушек (раскатами). Благодаря такой выгодной позиции можно было держать под обстрелом главное направление вражеского приступа — реку. К концу XVII века и в последующем столетии город рос вдоль Двины. С конца XVII века верфь, имевшая к тому времени эллинги, мастерские, склады и другие вспомогательные предприятия, стала именоваться Архангельским адмиралтейством.

Интерес Петра Великого к единственному в то время русскому морскому порту возник одновременно с замыслом о строительстве флота. Он впервые прибыл в Архангельск 28 июля (7 августа) 1693 года. Из описания очевидца: «В 1693 году в городке было уже 29 торговых домов иностранного купечества и приходило до 40 кораблей. Когда Петр I посетил его впервые, у одной из городских пристаней стояла яхта „Св. Петр“, построенная для поездки Царя в Соловки, вероятно братьями Бажениными, имевшими свою Верфь в Вавчуге». Для царя и его свиты на Мосеевом острове на Двине была поставлена небольшая деревянная «светлица с сеньми». Свыше двух месяцев царь провёл в Архангельске, знакомился с корабельным делом и коммерческими операциями торговых людей, отдал распоряжение о строительстве на острове Соломбала первой в России государственной судостроительной верфи. 18 (28) сентября Пётр I собственноручно заложил здесь торговый морской корабль «Св. Павел».

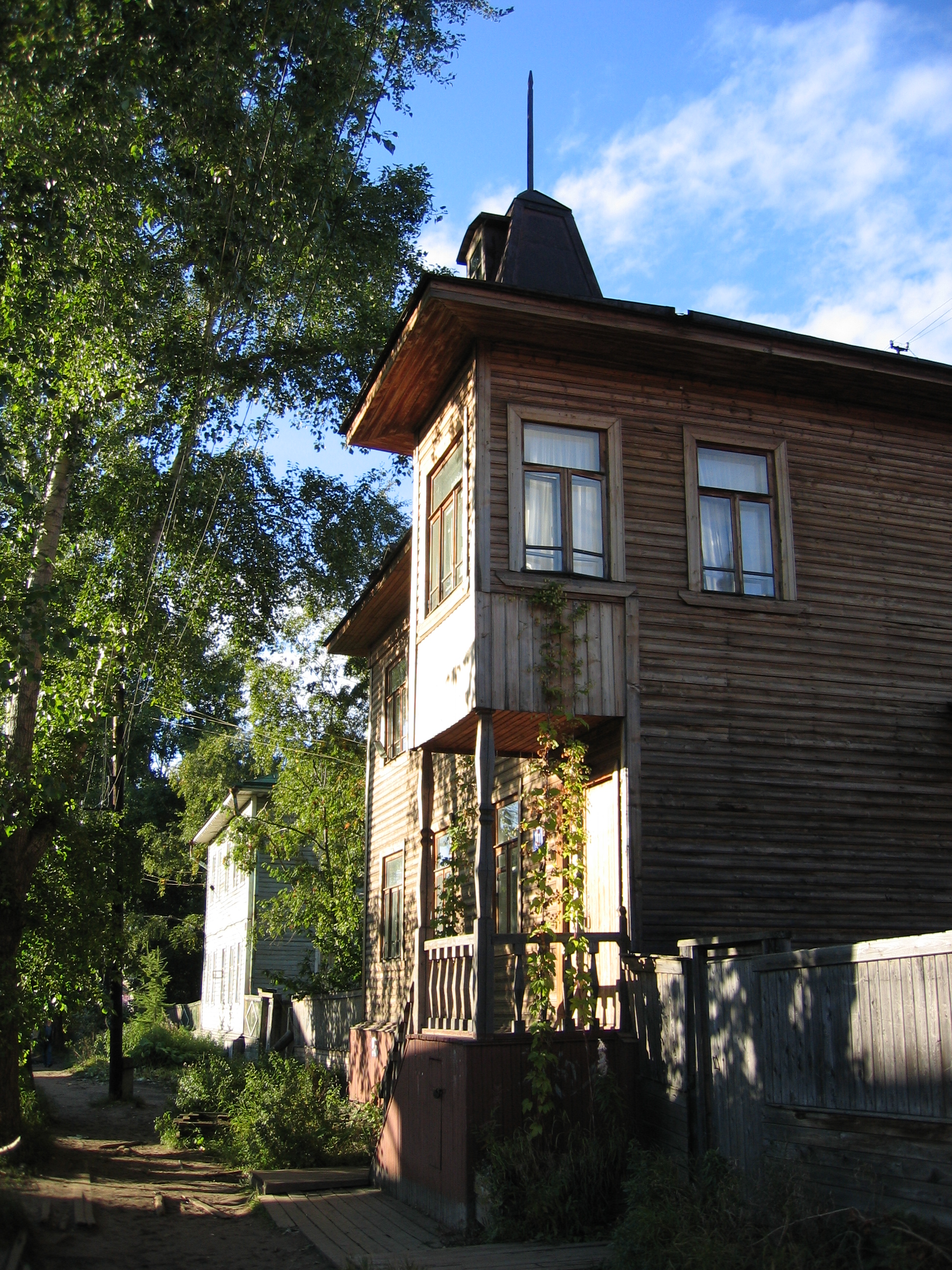
Старый деревянный дом в центре города

Петр I вновь посетил Архангельск в 1694 году. 20 (30) мая он подрубил опоры уже построенного корабля, заложенного им лично, и спустил его на воду. Тогда же царь совершил морское путешествие к Соловецкому монастырю. С того времени город неустанно развивался. Если в 1694 году прибыло 50 кораблей, то в 1700 — уже 64.
В 1698 году Герит Мус, капитан 60-пушечного фрегата «Святой Пётр и Павел», построенного Петром I в Амстердаме на верфи Ост-Индской компании во время своего пребывания в Голландии осенью 1697 года, привёл этот корабль в Архангельск.
В 1700—1702 годах в Соломбале построили 6 больших трехмачтовых торговых судов типа флейт («Святой апостол Андрей», «Святой Пётр», «Святой Павел», «Рычард Энжен», «Экс-бой», «Меркуриус») с 3 дробовыми пушками-басами каждое. В мае 1702 года подготовили к спуску фрегаты «Курьер», «Святой Дух» и «Святой Илья».
В третий раз Пётр I приехал в Архангельск 30 мая (10 июня) 1702 года, взяв с собой сына Алексея, большую свиту и пять батальонов гвардии. Он поселился в специально срубленном для него домике на острове Маркова напротив строившейся Новодвинской крепости, чтобы лично руководить её строительством. 6 (17) августа царь во главе эскадры отбыл к Соловецким островам, а затем к пристани села Нюхча на Белом море. Отсюда гвардейцы вместе с Петром I начали легендарный переход к Онежскому озеру. Вырубленная в лесах и вымощенная в болотах дорога, по которой волоком были протащены два построенных в Архангельске фрегата, получила название «Государевой». Поход окончился взятием Нотебурга (переименован в Шлиссельбург). Развитие Архангельска продолжалось полным ходом. В 1702 году в порт Архангельск прибыло уже 149 кораблей.
В 1708 году в числе 8 губерний Российской империи была образована Архангелогородская губерния и Архангельск стал губернским городом. Первым губернатором был назначен двинской воевода П. А. Голицын.
В 1708 году на Соломбальской судоверфи началось строительство военных кораблей для пополнения Балтийского флота. В 1708 в Архангельск прибыло 208 кораблей. В 1710 году со стапелей были спущены два фрегата «Св. Пётр» и «Св. Павел». В 1710 году домик Петра I был повреждён принесёнными водой льдинами, после чего его перенесли с Маркова острова на форштадт Новодвинской крепости.

В 1711 году ценность привоза и вывоза порта дошла до полутора миллионов рублей.

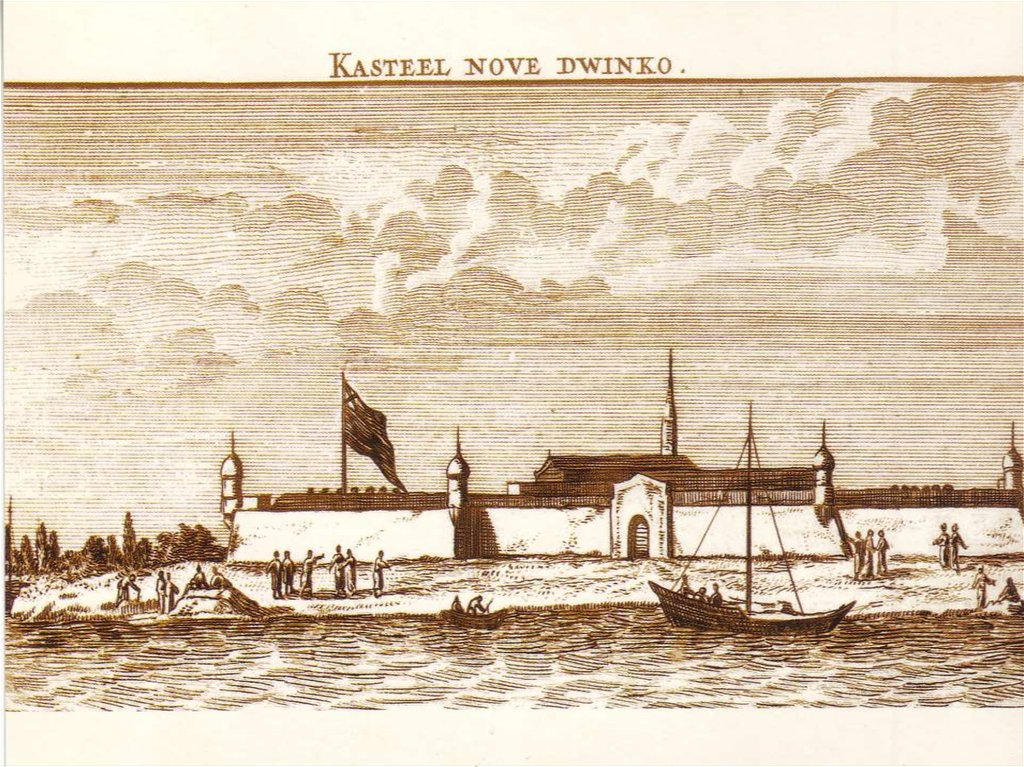
Новодвинская крепость.1711

Начиная с 1713 года, царь Пётр I своими указами начал стеснять торговлю через Архангельск, фактически жертвуя его интересами в пользу нового балтийского порта — Санкт-Петербурга. В 1713 году на верфи была закончена постройка линейного корабля «Архангел Гавриил», а 20 июня (1 июля) 1713 года были заложены ещё два таких же 52-пушечных линейных корабля — «Архангел Варахаил» и «Архангел Селафаил». В 1714 года Пётр I выпустил указ, согласно которому каменное строительство, в том числе и культовых зданий, было запрещено везде, кроме Санкт-Петербурга. В Архангельск Пётр разрешил ввозить только такое количество товаров, которое было необходимо «для прокорма населения». Хотя в 1715 году в архангельский порт пришло 230 судов, а в 1716 порт принял уже 233 судна и в городе освятили нижний, зимний храм Свято-Троицкого кафедрального собора, тем не менее его строительство остановилось как раз из-за нехватки камня — царское удушение начинало сказываться. В 1718 году Пётр I издал указ, запрещавший экспорт хлеба и импорт большей части заграничных товаров через Архангельск, который, по сути, ставил крест на статусе города как торговой столицы России. Число кораблей, приходивших в Архангельск, резко сократилось. В 1724 году в порт пришло всего 19 судов.
До 1725 года на Соломбальской верфи было построено 126 судов 12 типов. После окончания Северной войны верфь была закрыта.

## 1725—1917

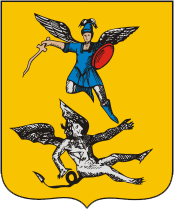
Герб (1781)

К 1729 году Архангельск стал одним из главных кораблестроительных центров России. За полтора века существования города здесь было построено около 700 больших и малых судов. В 1733 году строительство судов на Соломбальской верфи возобновилось.
В 1762 году Екатерина II сняла ограничения на внешнюю торговлю через Архангельск (таким образом Архангельск в своих торговых правах был уравнен с Санкт-Петербургом), все же сохранив более высокую торговую пошлину. Но город уже так и не вернул себе статус главного порта России.
В 1769 году крестьяне Конецдворья купили в Архангельске и перевезли к себе в село Михайло-Архангельскую церковь, стоявшую в Кузнечевской слободе.
В 1780 году Архангелогородская губерния была преобразована в Архангельскую область в составе Вологодского наместничества, но такое положение сохранялось всего четыре года, и уже в 1784 году Архангельск стал административным центром самостоятельного Архангельского наместничества.
В период наполеоновских войн город испытал новый экономический подъём. С 1794 года застройка города стала вестись по регулярному плану, согласно которому были сформированы параллельные набережной широкие улицы.
По указу Павла I от 12 декабря 1796 года была образована Архангельская губерния.

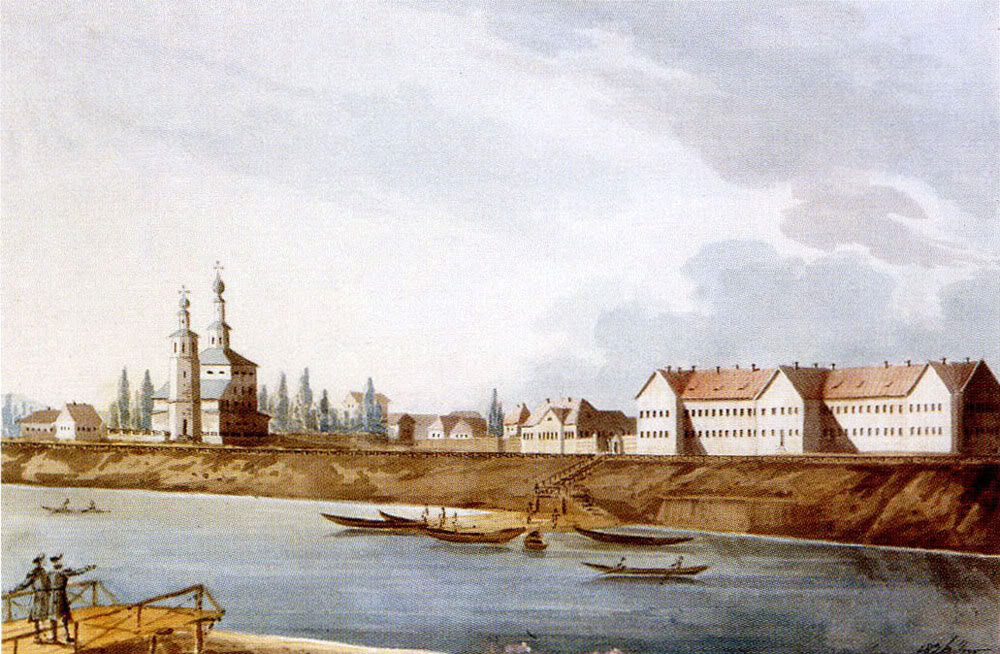
Вид города Архангельска в 1826 году. Часть набережной с церковью Святой Троицы. Картина русского художника В. Галямина

В начале XIX века в городе было около 220 промышленных заведений (лесопильные, парусные, канатные, цепные и другие). В связи с так называемой континентальной блокадой Великобритании в 1807—1813 годах Архангельск остался на то время единственным в России портом, куда могли поступать иностранные товары. Город продолжал оставаться одним из крупных кораблестроительных центров. 29—31 июля 1819 года Архангельск посетил Александр I и на 20 лет освободил местное купечество и мещанство от всех платежей в казну. В 1826 году на верфях города под контролем М. П. Лазарева был построен 74-пушечный парусный линейный корабль «Азов», первым в российском флоте получивший Георгиевский флаг и вымпел за героическое участие в Наваринском сражении.
С 1838 года в городе издавалась газета «Архангельские губернские ведомости». В 1846 году в городе открылся театр. В городе открылись музеи — Палаты государственных имуществ (основан в 1852 году), Городской публичный (1859), рыбопромышленный Крайнего Севера.
В 1863 году к Архангельску было присоединено Соломбальское селение, став его третьей частью, согласно полицейскому делению города.
В мае 1869 года указом императора Александра Николаевича архангельским губернатором был назначен Качалов Николай Александрович. Но прежде, чем отправиться к месту нового назначения, Н. А. Качалов сопровождал, по желанию Наследника Цесаревича, Его Высочество в поездке Его с Цесаревною и с Великим Князем Алексеем Александровичем, через Москву, Нижний Новгород, Царицын и Донскую область в Крым. Царь дал ему поручение — обратить особенное внимание на экономическое положение Архангельского края и представить свои соображения о местных нуждах. В Архангельск Н. А. Качалов прибыл осенью 1869 года и всю зиму посвятил объездам и изучению своей губернии. В феврале 1870 года он лично представил в Петербурге императору доклад, удостоившийся полного одобрения.
В 1877 году домик Петра I был перевезён из Новодвинской крепости в Архангельск и установлен на набережной Северной Двины.
Н. А. Качалов до смерти состоял членом совета министра финансов и в 1885 году был назначен председателем комиссии для выработки плана развития Архангельской губернии. К заслугам Качалова можно отнести формирование первого морского пароходства.
В 1894 году Михайло-Архангельский монастырь получил от Герасима, патриарха Иерусалимского, золотой крест с частицей древа креста Господня.
К 1897 году население города составило 20 тысяч человек; это составляло 2/3 всего губернского городского населения. На следующий, 1898 год, Архангельск был связан с центральными губерниями узкоколейной железнодорожной веткой (через Вологду, где проходила пересадка на колею обычной ширины, действовавшей с 1870 года). Ветка, однако, заканчивалась на левом берегу Северной Двины станцией Архангельск-пристань; от конечной до города добирались на пароходах или паромах (летом) и санях (зимой). В периоды ледохода и ледостава временно прерывалось.

Архангельск в начале XX века
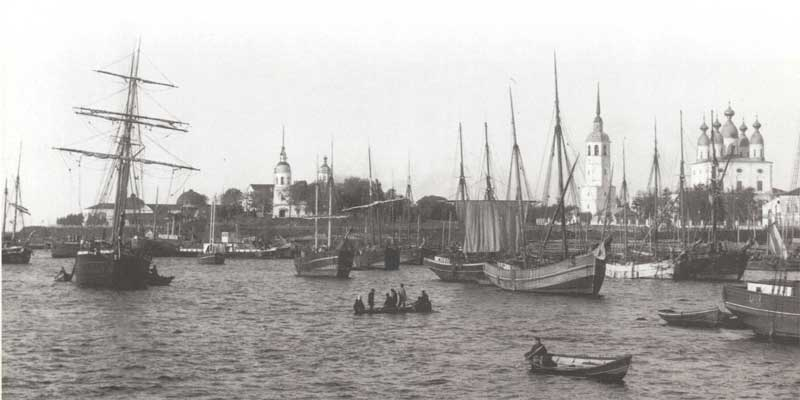
Вид на Архангельск с Северной Двины в 1900 г.
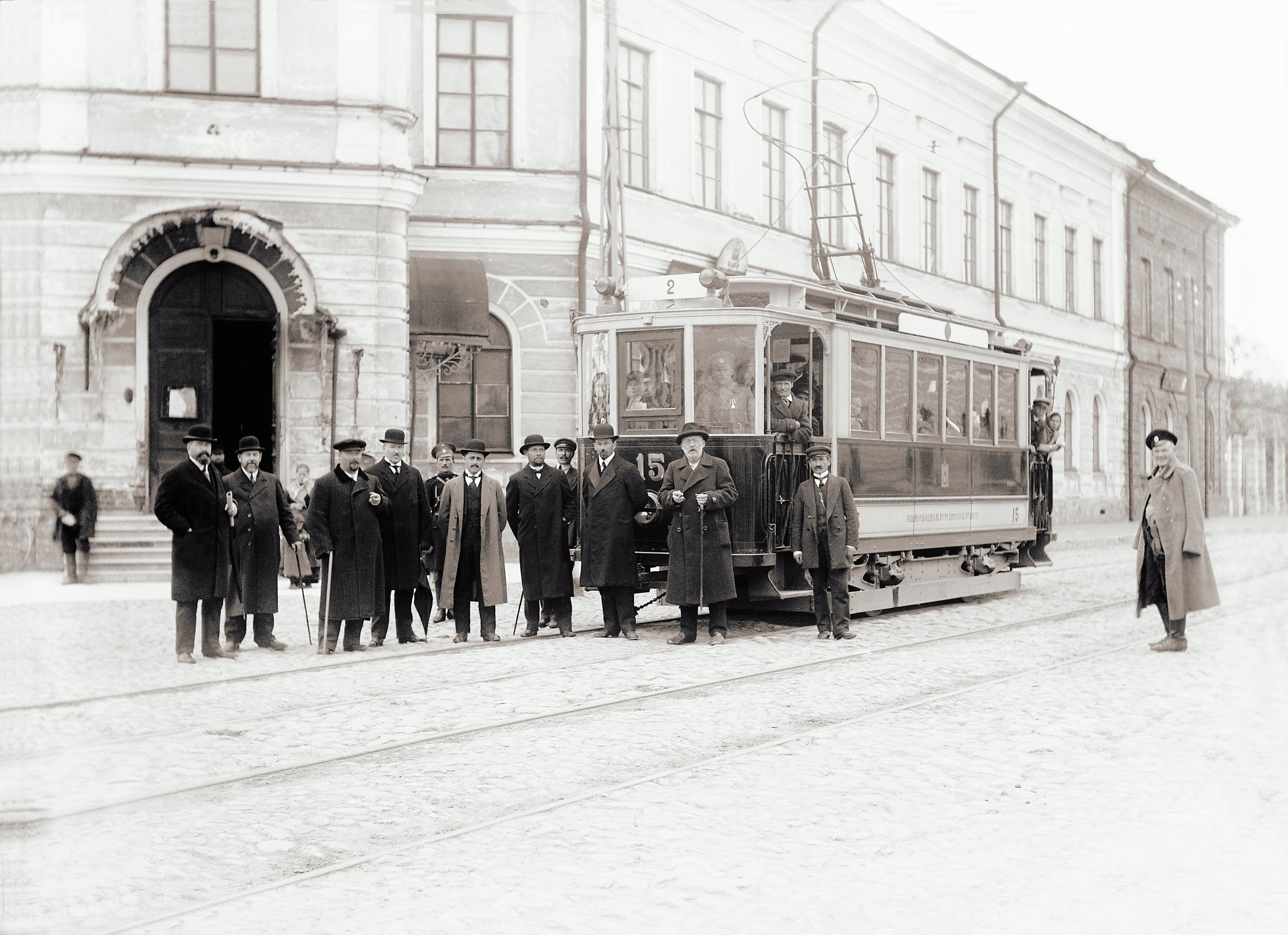
Открытие трамвайного сообщения, 1903 г.
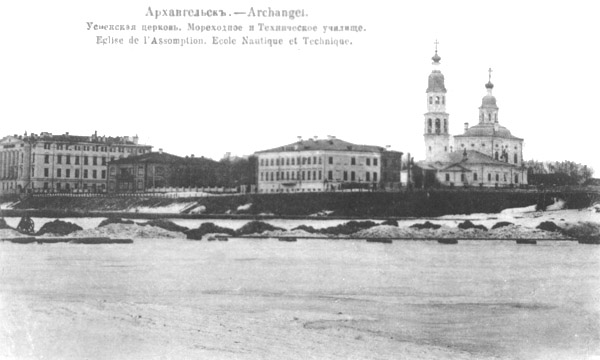
Набережная Архангельска. 1912 г.

В конце XIX — начале XX века Архангельск превратился в крупнейший лесопромышленный и лесоэкспортный центр страны. В 1914 году в городе насчитывалось 26 лесопильных заводов, на которых работало 11 тысяч рабочих. Архангельск служил также важной базой для освоения Арктики и налаживания судоходства по Северному морскому пути. В 1908 году основано общество изучения Русского Севера (издавало «Известия…»). От причалов архангельского порта отправились свыше 200 полярных исследовательских экспедиций, в том числе В. Я. Чичагова, Ф. П. Литке, В. А. Русанова, П. К. Пахтусова, Г. Я. Седова.
К началу Первой мировой население города возросло до 43 тысяч человек. В связи с её началом в 1914 году и стремительной блокадой южных портов Империи резко (в 20 раз) возросла нагрузка на Архангельск как порт и транспортный узел. Для обеспечения союзным судам регулярного доступа в замерзавший на несколько месяцев в году порт при Управлении Архангельского торгового порта открыто Ледокольное бюро, в составе которого было 13 ледоколов и ледокольных судов, положивших начало ледокольной флотилии. Эти суда в зимнюю навигацию обеспечивали проводку судов от Горла Белого моря в Архангельск. Прибывавшие грузы оружия, снарядов, взрывчатых веществ и имущества скапливались в порту, который замерзал на несколько месяцев в году. Часть из них складировалась прямо на землю. В связи с этим на левом берегу Северной Двины за о. Окуловская Кошка был заложен порт Бакарица, а в 25 верстах севернее города, у слияния проток Северной Двины и Кузнечихи, был заложен аванпорт Экономия. Суммарный грузооборот их достигал 2 млн тонн в год. Одновременно была начата перешивка на широкое полотно узкоколейки на Вологду и постройка новой ветки на Романов-на-Мурмане, заложенный в том же 1915 году у незамерзающей Кольской бухты. К 1916 году узкоколейка была перешита, однако всё ещё не доходила до города, заканчиваясь на левом берегу. Из-за повышенной загруженности портов города в октябре 1916 и январе 1917 прогремело два взрыва — на Бакарице и в Экономии, разрушивших склады и приведших к массовым человеческим жертвам. В итоге взрыва и последовавшего пожара на Бакарице погибло 600 человек, ещё 1500 были ранены; на Экономии число погибших и раненых достигло 70 и 500 соответственно только потому, что в момент взрыва был обеденный перерыв. Материальный ущерб составил 14 из 38 хранившихся тыс. тонн грузов и 3 парохода.

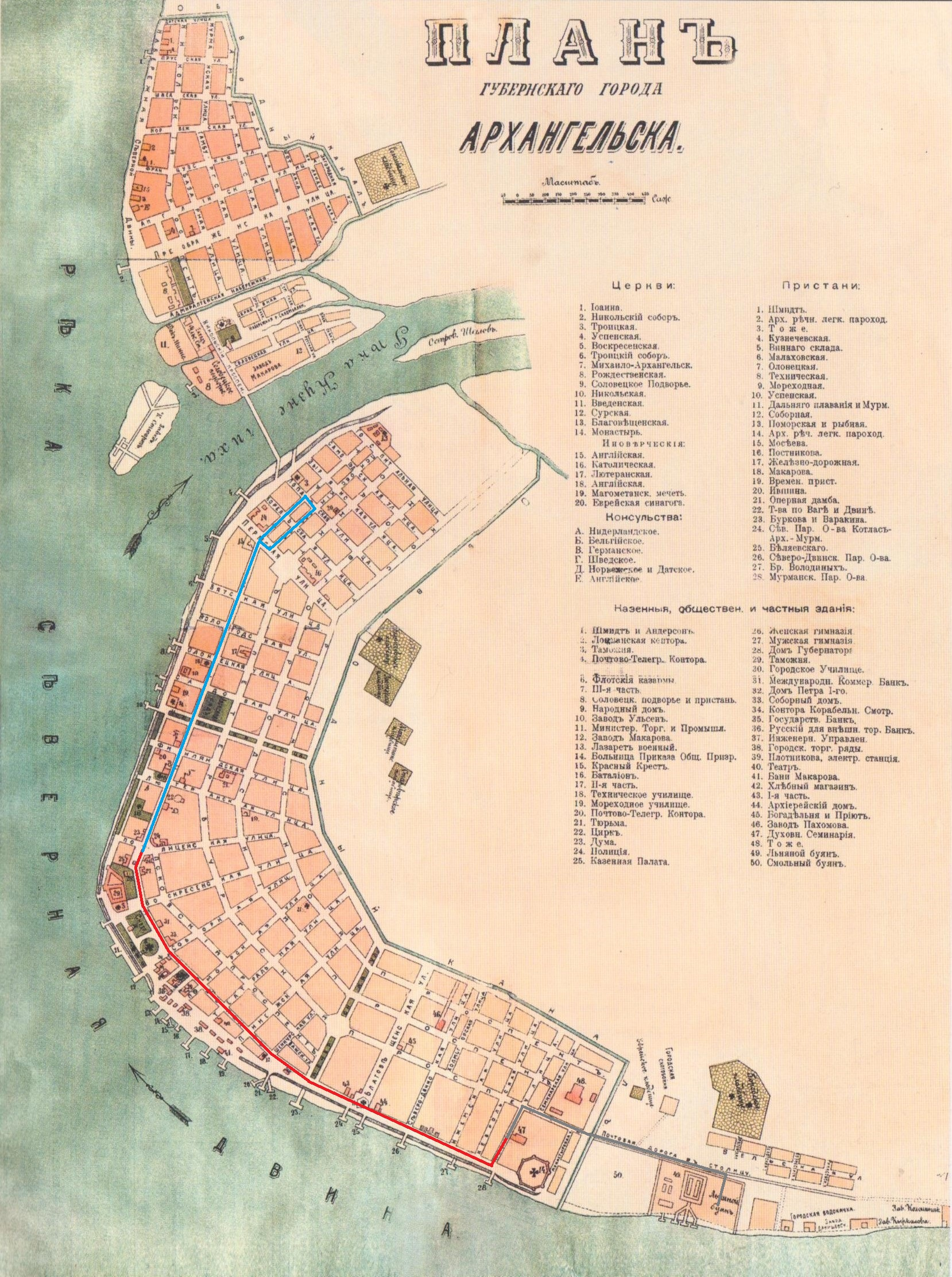
План Архангельска в 1916 году

Город на описываемое время повторял очертания береговой линии. Параллельно набережной проходили 4 проспекта; на главном из них, Троицком, находился Троицкий собор, дом губернатора и здание присутственных мест. За ними начиналась Немецкая слобода, населённая принявшими российское подданство иностранными ремесленниками и торговцами. За Немецкой слободой до реки Кузнечиха располагалась одноимённая область города, считавшаяся самой неблагополучной частью города. На рубеже XIX—XX веков её описал В. И. Немирович-Данченко: «Центр местной нищеты и убожества — представляет тесную кучу деревянных домишек, самой жалкой и беспомощной наружности… Ценность недвижимой собственности здесь до того упала в последнее время, что самым выгодным оказывается не отдавать дома под постой — а продавать их на слом, на дрова!» За Кузнечихой располагался район Соломбала, где проживали портовые рабочие, солдаты и работники лесопилок. Далее, на отдалении, находился пригород Маймакса, куда на сезонную работу приезжали крестьяне из окрестных сёл и соседних губерний.
В городе имелась: духовная семинария и епархиальное женское училище, классическая мужская Ломоносовская и женская гимназии, мореходная школа, библиотека, народная читальня, театр и цирк. Незадолго до войны открылись несколько кинотеатров, а центральных улицах были поставлены электрические фонари, действовали водопровод и телефонная сеть на тысячу номеров; в июне 1916 года по центральным улицам был запущен трамвай.

## Советский период

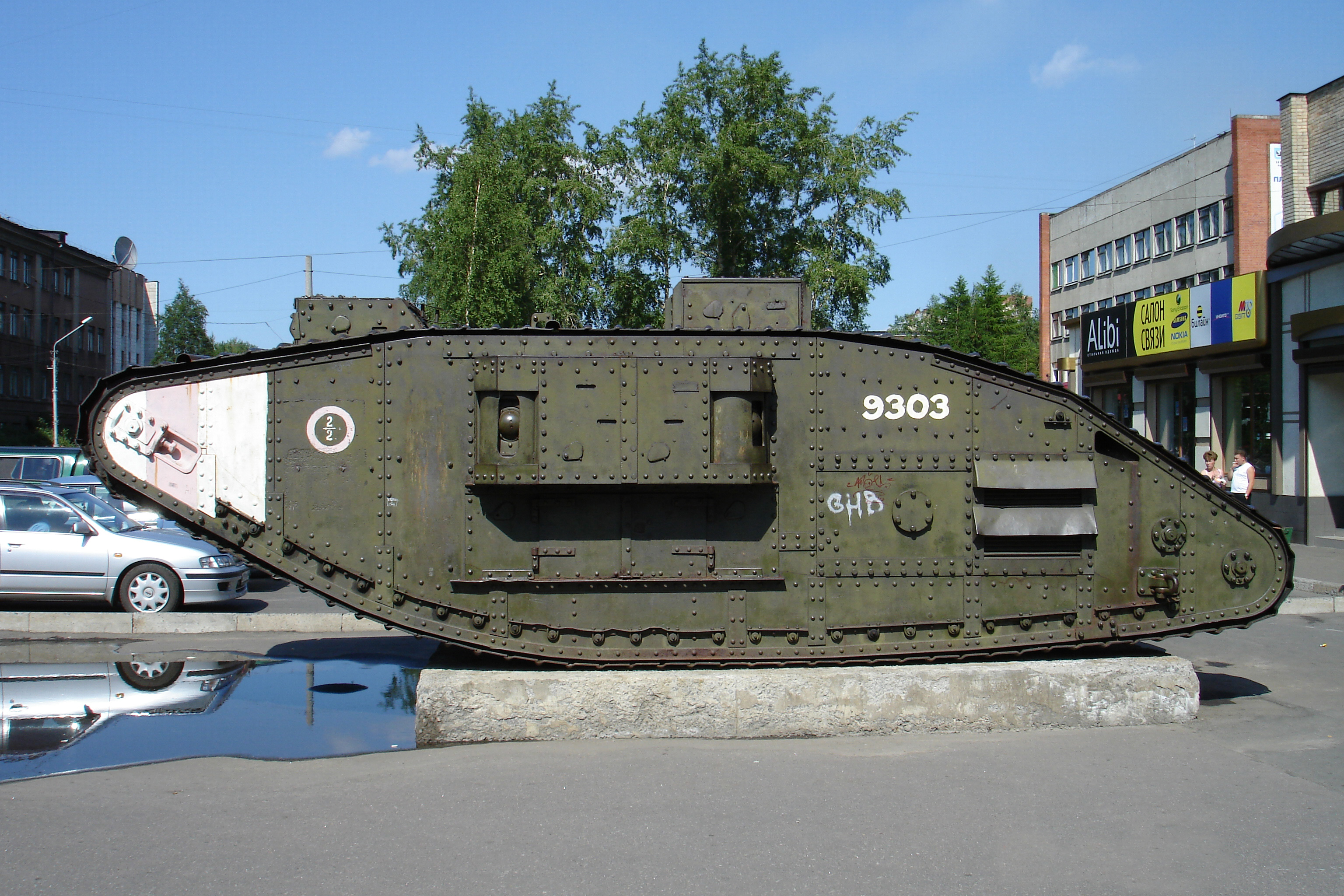
Исторический памятник «Танк, установленный на пьедестале как символ победы Красной Армии над интервентами в годы гражданской войны», Английский танк Mark V 1918 г. переданный городу в 1938 как памятник Гражданской войны

После революции Архангельск продолжал оставаться важнейшим центром изучения Арктики.
В 1918 году после эвакуации красных из Архангельска власть в городе взяли военные во главе с ротмистром А. А. Берсом — командиром Беломорского конно-горского полка (собранном из частей бывшей «туземной дивизии»). 2 августа 1918 года  с помощью эскадры из 17 военных кораблей произошла высадка 9-тысячного отряда Антанты в Архангельске, где к тому моменту советская власть уже была свергнута в ходе переворота, организованного капитаном первого ранга Георгием Чаплиным.
Во время интервенции в 1918—1919 годов город был оккупирован английскими, американскими и французскими войсками. В это время Архангельск стал столицей Северной области. Правительство области возглавлял Н. В. Чайковский.
В 1920 году город был освобождён частями Красной Армии.
В 1928 году Президиум ВЦИК решил включить в городскую черту деревни на Юросе, соломбальские Первую, Вторую и Третью, Варавино, Факторию, территории маймаксанских лесозаводов и аванпорт Экономия, Цигломень, Бакарицу, Исакогорку и др. Существующая городская граница, определённая ещё в XIX веке, претерпела существенные изменения.
15 июля 1929 года он стал административным центром вновь образованного Северного края, в состав которого вошли Архангельская, Вологодская, Северодвинская губернии, автономная область Коми и Ненецкий национальный округ.
28 декабря 1930 года в Архангельске были образованы Архангельский и Маймаксанский районы.
К началу 1930-х годов численность жителей Архангельска значительно увеличилась, и не только за счет возросшего населения города. В городе высокими темпами было развернуто жилищное строительство. В 1931 году сдали более 106 тыс. кв. м. жилья.
Вышедший из Архангельска ледокольный пароход «А. Сибиряков» в 1932 году впервые сумел преодолеть Северный морской путь в течение одной навигации.
В апреле 1932 года число районов в Архангельске было увеличено до шести: Верхне-Двинский, Исакогорский, Маймаксанский, Соломбальский, Центральный, Цигломенский. Уже в конце года Верхне-Двинский район был присоединён к Центральному, а Центральный переименован в Октябрьский.
В 1933 году Цигломенский район был переименован в Пролетарский.
В 1934 году Домик Петра I был перевезен из Архангельска в село Коломенское, где находится и поныне.
С 1935 года жилищная программа заработала в полную силу.
В 1936 году из состава Октябрьского района был выделен Ежовский район (занимал территорию от ул. Урицкого до Уймы).
5 декабря 1936 года Северный край был упразднён, и на его территории образованы автономная область коми (зырян) и Северная область, административным центром которой сделан Архангельск.
Ныне существующая Архангельская область была создана 23 сентября 1937 года в результате разделения Северной области на Архангельскую и Вологодскую области.
К 1939 г. в рамках жилищной программы (по статистике за период с 1935 г.) сдано 188 многоквартирных домов и 1810 индивидуальных, а на капитальный ремонт зданий израсходовали 5390 тыс. рублей. Но к фундаментальным строениям среди вновь построенных зданий можно отнести только дома на набережной и редкие кирпичные постройки в центре.
В 1939 году из состава Октябрьского района был выделен Ломоносовский район. В том же году Ежовский район был переименован в Первомайский.

### Великая Отечественная война
В Архангельске к 01.07.1941 сформирован 1-й район авиационного базирования.
В военные годы Архангельск совместно с Мурманском и Молотовском являлся одними из главных портов, принимавших грузы стран-союзниц по ленд-лизу.
Материалы на общую сумму в $50,1 млрд (около $610 млрд в ценах 2008 года) были отправлены получателям, в том числе:
| Страна-получатель    | Помощь в ценах 1941—1945 гг., млрд долл. | Помощь в ценах 2008 г., млрд долл. |
| -------------------- | ---------------------------------------- | ---------------------------------- |
| Великобритания       | 31,4                                     | ~382                               |
| СССР                 | 11,3                                     | ~138                               |
| Франция              | 3,2                                      | ~40                                |
| Китайская Республика | 1,6                                      | ~20                                |

Обратный ленд-лиз (например, аренда авиабаз) получен США на сумму $7,8 млрд, из которых $6,8 млрд — от Великобритании и Британского Содружества. Обратный ленд-лиз от СССР составил $2,2 млн.
Первая военная зима выдалась суровой и навигация началась очень тяжело. Подготовка и обустройство причалов в Архангельске и Северодвинске шли спешным порядком. В Молотовске появился представитель Государственного комитета обороны И. Д. Папанин, срочно возведенный к этому времени в ранг контр-адмирала.
В декабре в Архангельск прибыли помощники военно-морских сил США, чтобы организовать на местах приема грузов постоянные американские миссии. Возглавил его работу помощник атташе Филипп Уорчелл.
23 декабря 1941 года линейный ледокол «Иосиф Сталин» с большим трудом провел в Архангельск и Молотовск транспорты конвоя PQ-6. Конвой PQ-6 оказался последним союзным конвоем, пробившимся через льды к причалам Архангельска и Мурманска в 1941 году.
В первый день лета 1942-го в Архангельск и Молотовск пришли уже два транспорта PQ-16. Они доставили танки, самолёты, взрывчатку, бензин и продовольствие. Архангельск и Молотовск приняли уцелевшие остатки разгромленного конвоя PQ-17.
К зиме 1942—1943, положение на северных направления резко ухудшилось. Враг стремился перерезать Кировскую железную дорогу — сухопутная связь с Мурманском тогда бы прервалась. По указанию правительства и наркома ВМФ основными «грузополучателями» ленд-лиза стали Архангельск и Молотовск.
Причем Молотовску (из-за тяжёлых льдов на Северной Двине и мелководья её рукавов) теперь отводилась главная роль в период зимних навигаций. Тем более, что к этому времени по инициативе контр-адмирала ВМФ И. Д. Папанина завершилось совершенствование Молотовского порта и близлежащей нефтебазы. За лето 1942 года в Молотовском порту появился мощный кран для выгрузки «тяжеловесов», увеличены глубины на его акватории, выросла и линия причалов, один из которых оборудовали для бункировки ледоколов и пароходов углем. Мостовой железнодорожный переход через Кузнечиху на Экономию был построен в 1942 году. Караваны союзников были несравнимо крупнее, как по составу и общему тоннажу судов, так и по силам охранения, но и Северный морской путь, во время войны продолжал работать на страну.
Стремясь сорвать поставку военных грузов в СССР, немецкая авиация с 1941 по 1944 год совершала разведывательные и бомбардировочные налёты одиночными самолётами и мелкими группами на Архангельск (первый одиночный самолёт появился над городом 30 июня 1941 года). В августе-сентябре 1942 года немецкая авиация предприняла несколько массированных авианалётов на Архангельск, в ходе которых было разрушено свыше 40 различных промышленных объектов и построек (в том числе канатная и трикотажная фабрики, железнодорожная станция), сильно повреждён судостроительный завод «Красная кузница», уничтожены 215 жилых домов (на кварталы деревянной застройки немцы сбрасывали зажигательные бомбы и даже производили вылив горючей смеси). По официальным советским данным, в городе от бомбежек и пожаров погибли 148 человек, 126 человек получили ранения и контузии. Но важнейший объект — Архангельский морской порт — получил лишь незначительные повреждения и продолжил работу.

### Послевоенное время

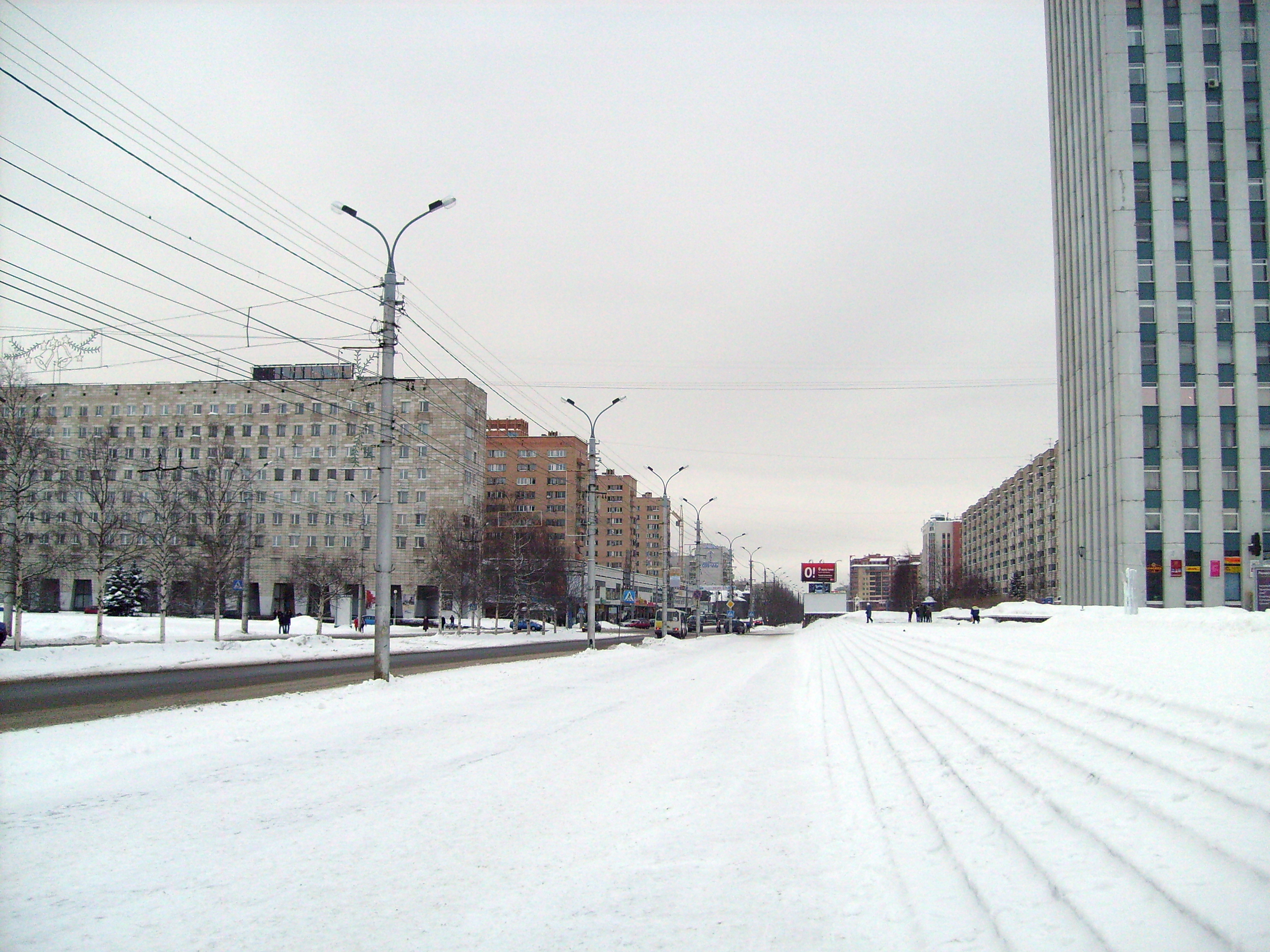
Воскресенская улица и площадь Ленина

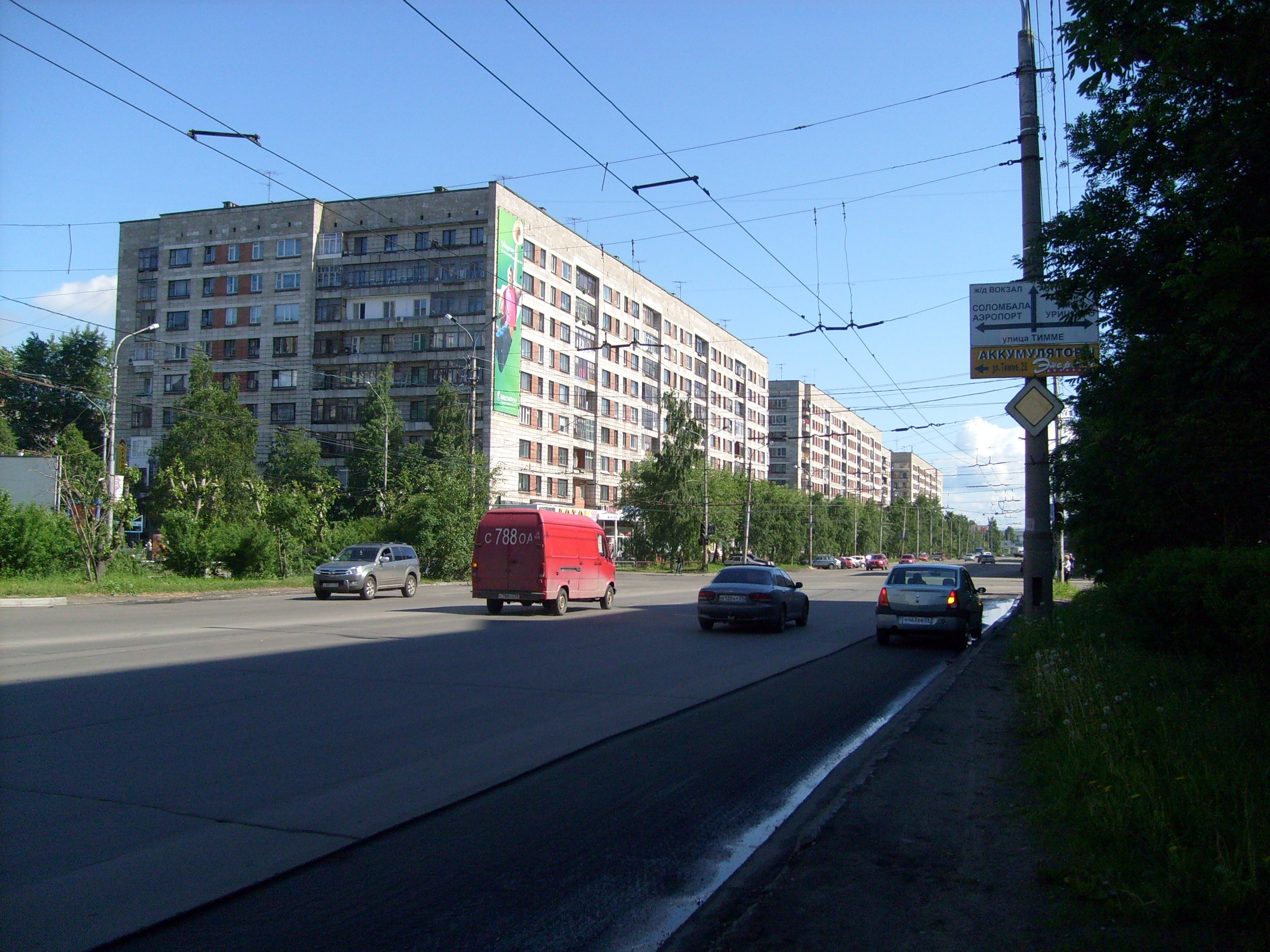
Воскресенская улица в Привокзальном микрорайоне

В 1952 году был упразднён Пролетарский район Архангельска.
В 1955 году были упразднены Маймаксанский и Первомайский районы с передачей их территории в состав Соломбальского и Ломоносовского районов.
К началу 1960-х годов ассигнования на жилищное строительство выросли в два раза. К примеру, в 1961 построено и заселено 187 тыс. м² жилой площади, что на 43 тыс. м² больше, чем за два предыдущих года. Кроме того, на 1 января в стадии строительства находились 242 дома, площадью в 150 тыс. кв.м., но в городе все равно ощущалась острая нехватка жилья.
Самые большие изменения произошли после визита летом 1962 года Первого секретаря ЦК КПСС и Председателя Совета Министров СССР Н. С. Хрущёва. Решение о застройке Мурманска и Архангельска стало основой строительства первых каменных зданий типовой серии. Началась эра крупнопанельного домостроения, способного решить главную проблему того времени — переселение из ветхого жилфонда.
Со всеми изменениями исчезала самобытность Архангельска. Илья Бражнин писал: «В моей душе живут два Архангельска, и на равных правах. Мне дорог и мил новый Архангельск — одетый в камень, с аэродромом, с огромными мостами, вузами, крупнейшими предприятиями. Но мне дорог и мил старый Архангельск — с парусниками на рейде, с вольнолюбивой матросской Соломбалой, с разудалой Кузнечихой, с поросшими клюквой Мхами…»
Самое высокое здание в Архангельске — 24-этажка, или, как её называют в обиходе, «высотка». Её силуэт виден на расстоянии десяти километров от города.

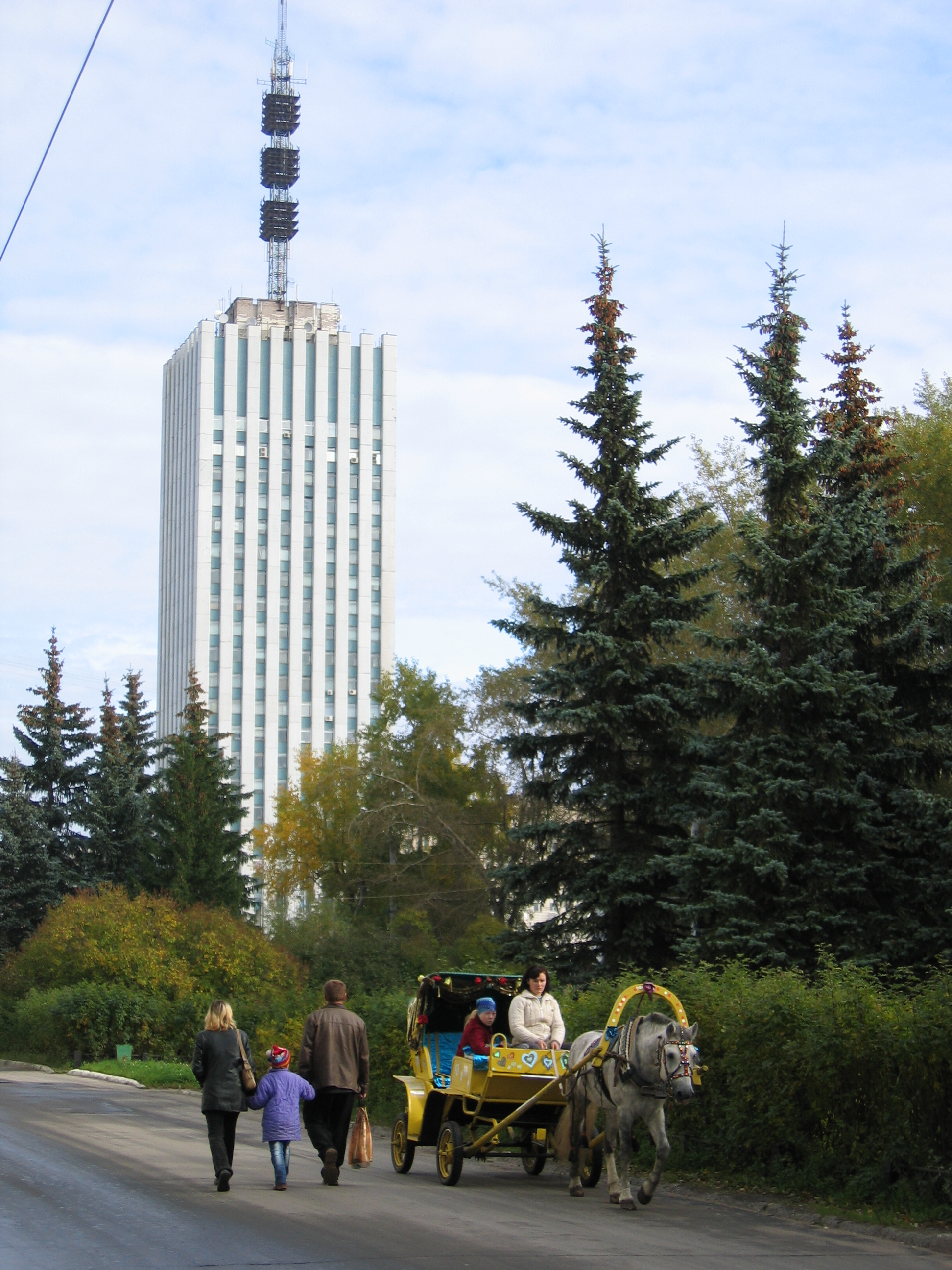
Туристические Архангельские контрасты

Архангельский небоскрёб — особое слово в истории архитектуры. Если в США необходимость в небоскрёбах была обусловлена плотностью городской застройки и дороговизной земельных участков, то архангельский небоскрёб, напротив, был создан потому, что городу нужен был памятник-символ.
В каждом правильном городе должна быть своя архитектурная доминанта.
До революции в Архангельске эту функцию на плоском ландшафте устья Двины выполнял Троицкий собор, но его разрушили.
Высотка должна была стать архитектурной доминантой нового Архангельска.

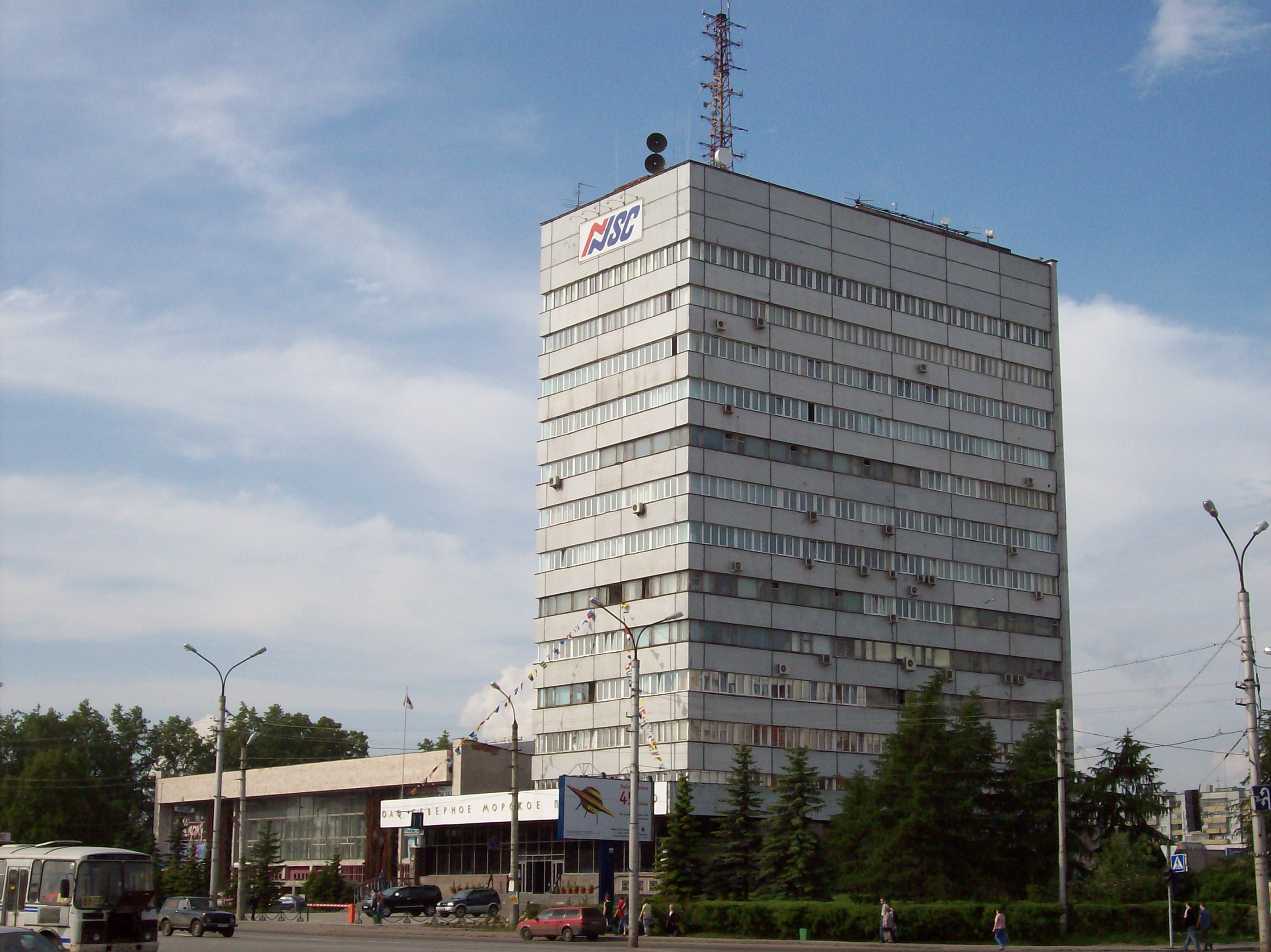
Северное морское пароходство

Самый высокий на Севере страны небоскрёб изначально был спроектирован как скульптура, здание строилось без определённой функции. Вопрос о количестве этажей решался в Москве. Было предложено снизить высоту до 16 этажей, но ведущие архитекторы поддержали идею авторов проекта, и проект был утверждён в том виде, в каком и был задуман. В 1990-х годах здание было превращено в офисное. В здании также размещается радиооборудование и студии большинства архангельских радиостанций.

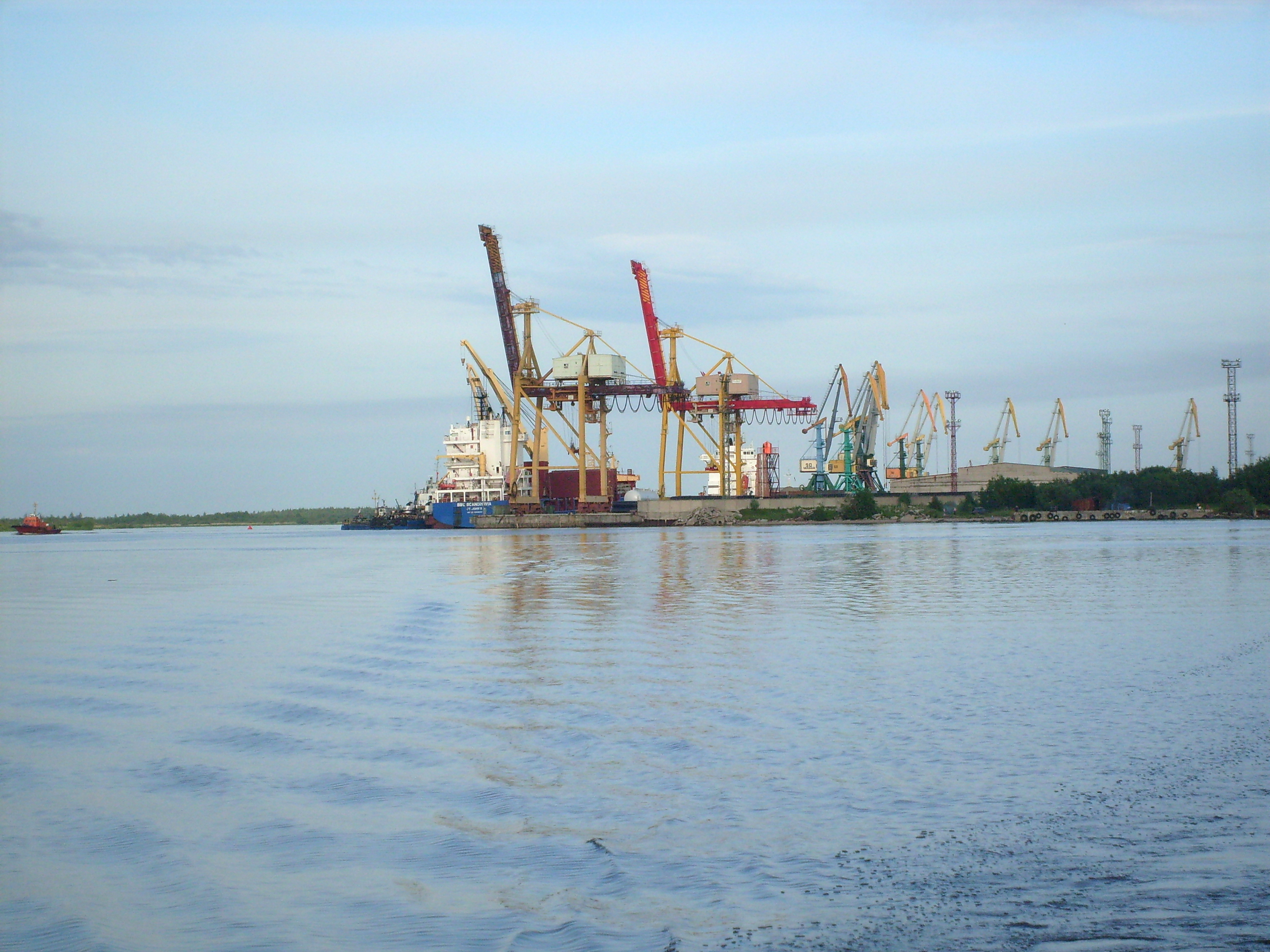
Морской аванпорт Экономия

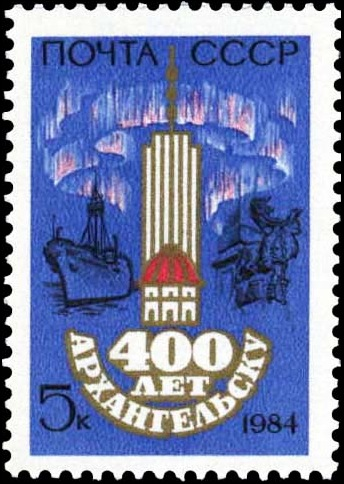
Почтовая марка СССР, 1984 год: 400 лет Архангельску

В 1984 году отмечалось 400-летие Архангельска.
В 1991 году Исакогорский, Ломоносовский, Октябрьский и Соломбальский районы Архангельска были упразднены, а город разделили на 9 округов (Варавино-Фактория, Исакогорский, Ломоносовский, Маймаксанский, Майская Горка, Октябрьский, Северный, Соломбальский, Цигломенский), которые сохраняются по настоящее время.

## В составе Российской Федерации

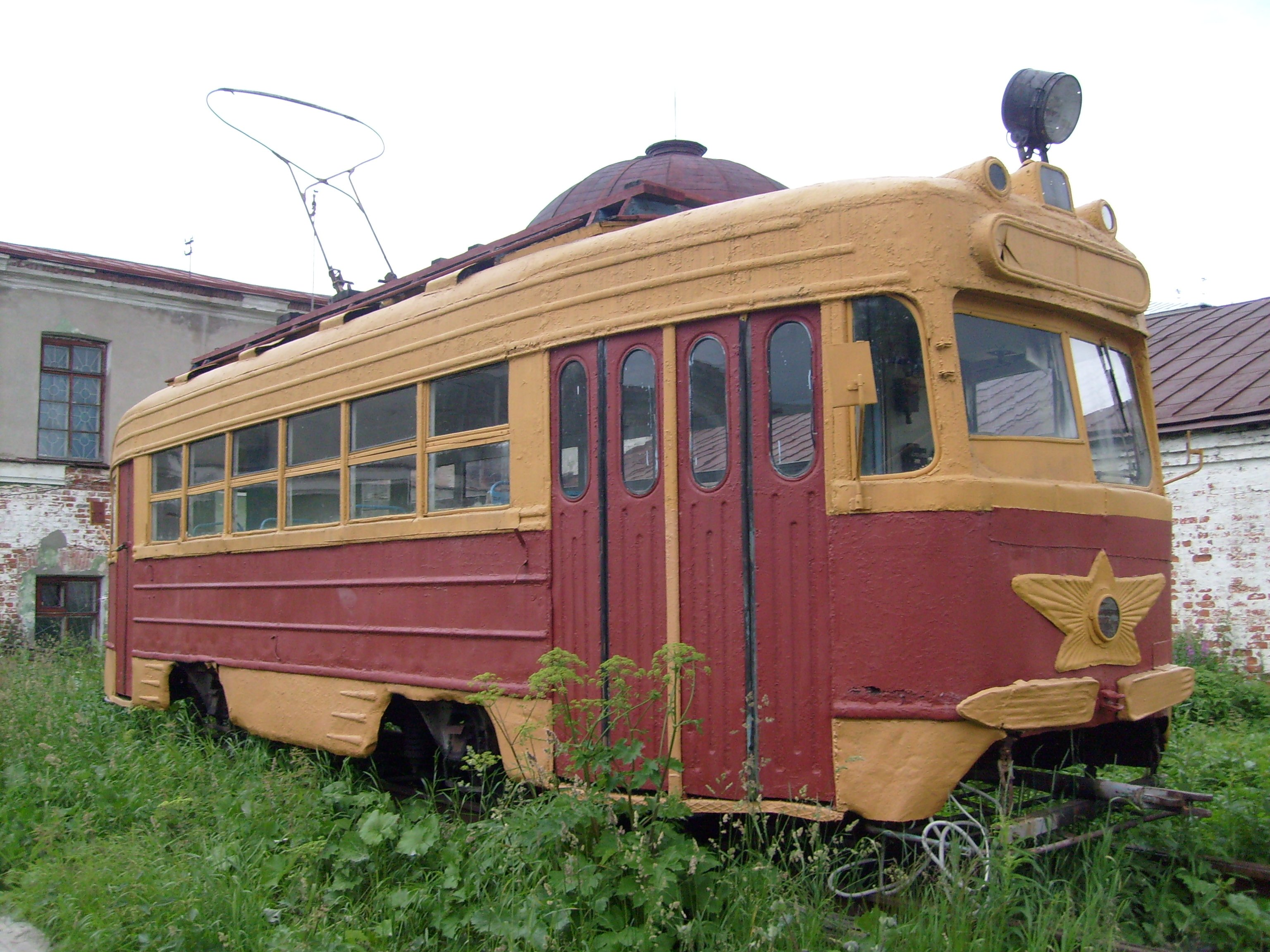
Архангельский ретро-трамвай

В двухтысячных годах в Архангельске были построены две дороги и ремонтировались некоторые магистрали города. Среди построенных, дорога от пр. Обводный канал до автовокзала.
Введено в эксплуатацию большое число жилых домов. Появилась пешеходная улица — проспект Чумбарова-Лучинского.
27 ноября 2013 года было открыто движение по новой дороге на улице Выучейского, что стало самым значимым событием в дорожном строительстве за последние десятилетия. Строительство улицы велось полтора года. Дорога имеет 4 полосы с разделительной полосой посередине и на сегодняшний день является самой современной автодорогой в городе. Проектируются для строительства и расширения другие городские автодороги.
В 2004 году прекратил существование архангельский трамвай.
В 2008 году прекратил существование архангельский троллейбус.
В 2009 году открылся отреставрированный Театр драмы.

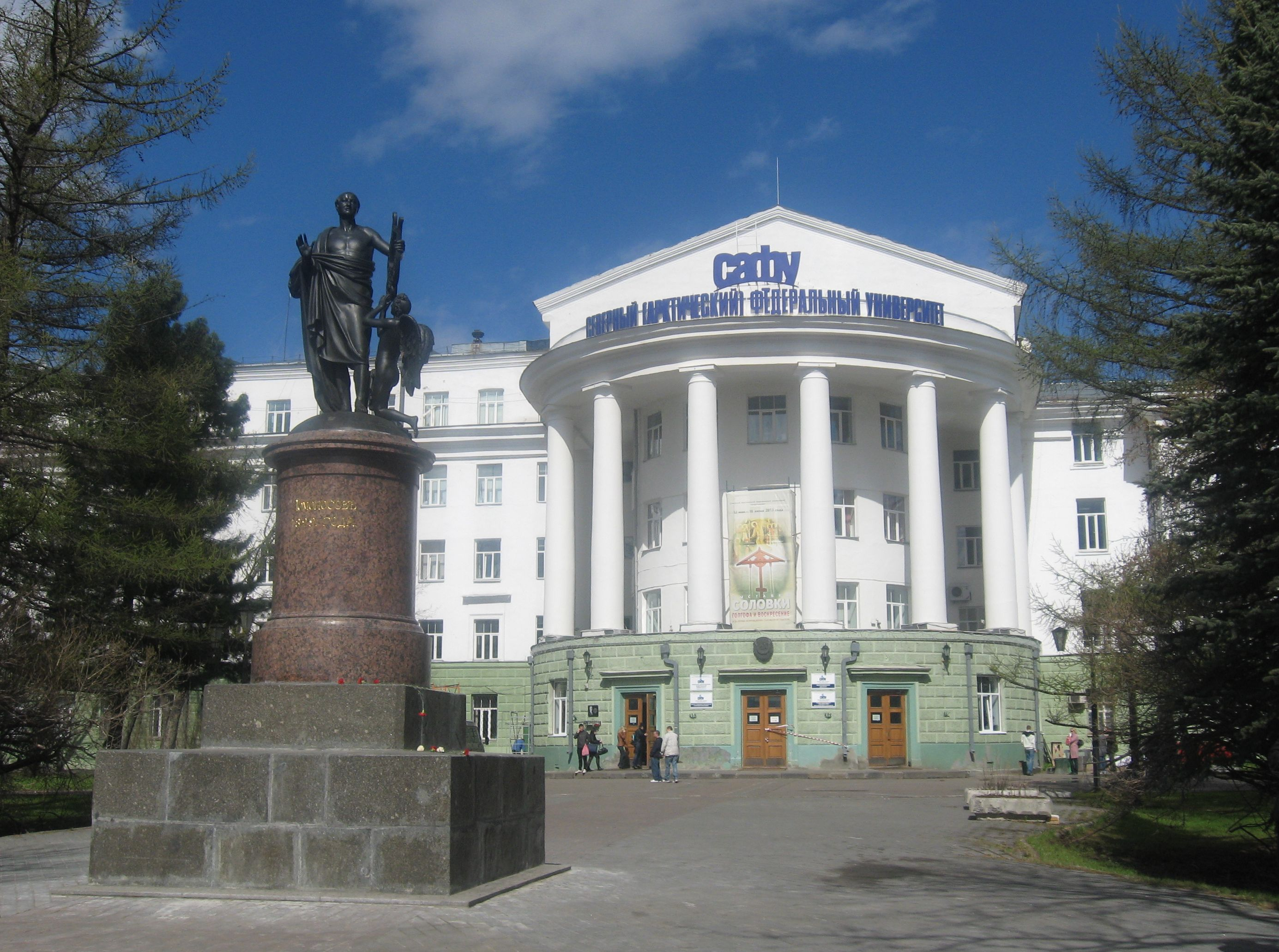

В 2010—2012 годах основные образовательные учреждения высшего образования в Архангельской области объединены, согласно распоряжению Правительства РФ от 7 апреля 2010 года, в Северный (Арктический) федеральный университет имени М. В. Ломоносова.
В 2012 году закрылись Лесозавод № 2, ЛДК им. Ленина (Лесозавод № 3) и Соломбальский целлюлозно-бумажный комбинат.
Современный Архангельск представляет собой относительно крупный транспортный узел, продолжает играть важную роль как крупнейший центр лесообрабатывающей промышленности. В частности, здесь расположен крупный лесопильно-деревообрабатывающий комбинат Лесозавод № 25. Значительная часть продукции лесной промышленности идёт на экспорт. Имеются также предприятия машиностроения (специализируются на выпуске оборудования для лесной и лесообрабатывающей промышленности) и судостроения. Ведущие государственные предприятия рыбной промышленности — база тралового флота, рыбокомбинат и Архангельский опытно-водорослевый комбинат, который занимается переработкой морских водорослей.
После взрыва 8 августа 2019 года на военно-морском полигоне восточнее села Нёнокса в акватории Двинской губы Белого моря в Архангельске 9 августа вырос уровень бета-излучения в виде выпадений, повышенными значения оставались 10 и 11 августа.
В 2011 году создана линия по нанесению утяжеляющего покрытия на трубы для проекта трубопровода Бованенково-Ухта.
Через город планируется обеспечение транспортной логистики для освоения евро-арктического Штокмановского газоконденсатного месторождения.
На восточном направлении сооружаются недостающие железнодорожные магистрали для проекта Белкомур, в котором через город планируется связать Белое море с Транссибом и юго-восточными странами.